# Powstanie hamburskie
Powstanie hamburskie (niem. Hamburger Aufstand) – powstanie robotników w Hamburgu w 1923 roku, zorganizowane przez Komunistyczną Partię Niemiec (KPD), kierowane przez Ernsta Thälmanna.

## Przebieg powstania
Chociaż KPD w Hamburgu w tym czasie miała około 14 000 członków, jedynie około 300 brało czynny udział w powstaniu. Udało im się zdobyć w sumie około 250 sztuk broni. Powstanie udało się zdławić już w ciągu kilku godzin. Tylko w dzielnicy Barmbek, gdzie w poprzednich wyborach około 20 procent głosujących opowiedziało się za KPD, i gdzie powstańcy mieli wsparcie ze strony ludności, byli oni w stanie utrzymać się pod ciągłym ostrzałem przez cały dzień. W nocy, przekonani o beznadziejności sytuacji, opuścili potajemnie swoje stanowiska.

## Konsekwencje
Podczas powstania zginęło łącznie co najmniej 100 osób, 17 policjantów, 24 powstańców i 61 osób cywilnych, ponad 300 zostało rannych. 1400 osób zostało aresztowanych. Powstanie stało się pretekstem do likwidacji lewicowych rządów w Saksonii i Turyngii.